# Protestos indígenas contra gasodutos e ferrovias no Canadá
O protestos indígenas contra gasodutos e ferrovias no Canadá foram uma série de protestos de desobediência civil realizados no Canadá. A principal questão por trás dos protestos foi a construção do Gasoduto Coastal GasLink (CGL) com 190 km (120 mi) do território da Primeira Nação Wetʼsuwetʼen na Colúmbia Britânica (BC), terra que não foi cedida. Outras preocupações dos manifestantes foram os direitos dos indígenas à terra, as ações da polícia, a conservação da terra e o impacto ambiental dos projetos de energia.
A partir de 2010, os chefes hereditários de Wetʼsuwetʼen e seus apoiadores tornaram publica sua oposição ao projeto e montaram um acampamento diretamente no caminho dos gasodutos da Enbridge Northern Gateway, um caminho semelhante ao que seria mais tarde proposto para o gasoduto da Coastal GasLink. O Northern Gateway foi oficialmente rejeitado em 2016, mas o projeto CGL passou por planejamento, consultas indígenas, análises ambientais e governamentais antes de ser aprovado em 2015. No entanto, a aprovação de todos os chefes hereditários de Wetʼsuwetʼen nunca foi concedida. Em 2018, os apoiadores do projeto do gasoduto deram sinal verde para o projeto de 6.6 bilhões de dólares canadenses e a construção se iniciou. O acesso aos campos de construção do Gasoduto Coastal GasLink no território de Wetʼsuwetʼen foi bloqueado e o projeto Coastal GasLink obteve uma liminar em 2018 para remover os defensores da terra. Em janeiro de 2019, a Royal Canadian Mounted Police (RCMP) da Colúmbia Britânica removeu os bloqueios e as obras de pré-construção do CGL no território foram concluídas. Posteriormente, os bloqueios foram reconstruídos e a Coastal GasLink obteve uma segunda liminar do Supremo Tribunal do BC em dezembro de 2019 para permitir a construção.
Em fevereiro de 2020, depois que a RCMP executou a segunda liminar, removendo os bloqueios de Wetʼsuwetʼen e prendendo os defensores da terra de Wetʼsuwetʼen, protestos de solidariedade surgiram em todo o Canadá. Muitas açoes foram de bloqueios ferroviários, incluindo um bloqueio próximo ao Território Tyendinaga Mohawk que interrompeu o tráfego ao longo de uma importante linha do Canadian National Railway (CNR) entre Toronto e Montreal e levou ao fechamento do serviço ferroviário de passageiros e das operações de frete ferroviário em grande parte do Canadá. O próprio bloqueio do Leste de Ontário foi removido pela Polícia Provincial de Ontário. Bloqueios e protestos continuaram até março em Colúmbia Britânica, Ontário e Quebec. As discussões entre os representantes do Wetʼsuwetʼen e os governos do Canadá e da Colúmbia Britânica levaram a um acordo provisório sobre os direitos à terra do Wetʼsuwetʼen na área.

## Projeto do gasoduto Coastal GasLink
O gasoduto Coastal GasLink (CGL) é um gasoduto de gás natural de 670 km (420 mi), projetado para transportar gás natural de minas no nordeste da Colúmbia Britânica para uma planta de liquefação localizada no porto de Kitimat. O projeto tem como objetivo fornecer gás natural a diversas empresas asiáticas de energia, parceiras do projeto. A rota do oleoduto passa por terras não cedidas de vários povos das Primeiras Nações, incluindo 190 km (120 mi) do território. No território Wetʼsuwetʼen, o gasoduto não passa por reservas, apenas pelo território tradicional.
O consórcio desenvolveu seus planos para a rota do gasoduto no início de 2010, garantindo a aprovação de vários conselhos das Primeiras Nações ao longo da rota, mas não obteve a aprovação do Escritório do Wetʼsuwetʼen, o governo hereditário dos povos do Wetʼsuwetʼen, embora a maioria dos os conselhos eleitos da banda das Primeiras Nações Wetʼsuwetʼen entraram em um acordo de benefícios com a TCEnergy, a proprietária do projeto do gasoduto. Em 2014, as autoridades da Colúmbia Britânica aprovaram a avaliação ambiental do projeto e, em seguida, aprovaram as licenças para construir o projeto em 2015 e 2016. A TC Energy obteve a aprovação final de seus parceiros para iniciar a construção do projeto em 2018, ainda sem o consentimento de todos os chefes hereditários da Wetʼsuweten. Apenas um dos nove chefes das casas sentadas, Samooh (Herb Naziel) apóia o projeto.

## Oposição dos Wetʼsuwetʼen

### Contexto
Os Wetʼsuwetʼen são uma nação indígena formada por cinco clãs, incluindo: Gilseyhu (sapo grande), Laksilyu (sapo pequeno), Gitdumden (lobo / urso), Laksamshu (erva de fogo) e o Tsayu (clã castor). O território desses cinco clãs fica na parte centro-oeste da Colúmbia Britânica. A língua falada pelo povo Wetʼsuwetʼen é o babine-witsuwitʼen, uma das línguas athabascanas. Seu governo tradicional, anterior à Confederação, é um sistema de chefes que representam cada clã, chamados chefes hereditários. Os chefes são representados pelo Office of the Wetsuweten sem fins lucrativos desde 1994, antes de terem um escritório conjunto com o Gitxsan. Os conselhos de bandas eleitos foram criados por ordem do Governo do Canadá, sob o Indian Act, para governar as reservas criadas, das quais os Wetʼsuwetʼen possui várias.
De acordo com o chefe hereditário Na'Moks (John Ridsdale), "é dever dos chefes hereditários proteger o território". De acordo com Na'Moks, o oleoduto "vai ao longo de rios, vai passar por cima de rios e ate, em alguns casos, vai passar por baixo. Cento e noventa quilômetros da rota proposta percorrerão nosso território. Ameaça nossa água, nosso salmão e nossos direitos, nosso título, nossa jurisdição". O gasoduto também passaria por áreas de importância cultural para os Wetʼsuwetʼen.
Em 1997, a Suprema Corte do Canadá emitiu a decisão Delgamuukw-Gisdayʼwa, que determinou que o título de aborígene existe como um direito territorial exclusivo dos povos indígenas. A decisão foi tomada em um recurso de uma decisão da Suprema Corte da Colúmbia Britânica, que decidiu contra o reconhecimento dos direitos à terra de Wetʼsuwetʼen e Gitxsan. A Suprema Corte do Canadá decidiu que um novo julgamento era necessário, mas encorajou um acordo negociado.  O Wetʼsuwetʼen e Gitxsan então entraram no processo de negociação com o governo da Colúmbia Britânica. No entanto, a posição do governo do BC de que as nações receberiam apenas 4 a 6 por cento de seu território era inaceitável e as nações desistiram do processo. Conseqüentemente, os limites dos territórios tradicionais das nações Wetʼsuwetʼen e Gitxsan ainda não são reconhecidos pela lei canadense. Na ausência de um acordo sobre o título e direitos indígenas, a posição dos chefes hereditários é que seu consentimento total é necessário para qualquer projeto de energia ou recursos dentro de seu território, e o CGL não tem seu consentimento. A questão dos direitos e do título também foi a base para vários protestos de solidariedade, que também se opuseram às ações e à presença da RCMP no território tradicional de Wetʼsuwetʼen (conhecido em Babine-Witsuwitʼen como yintah ).

### Bloqueios, liminares e intervenções RCMP

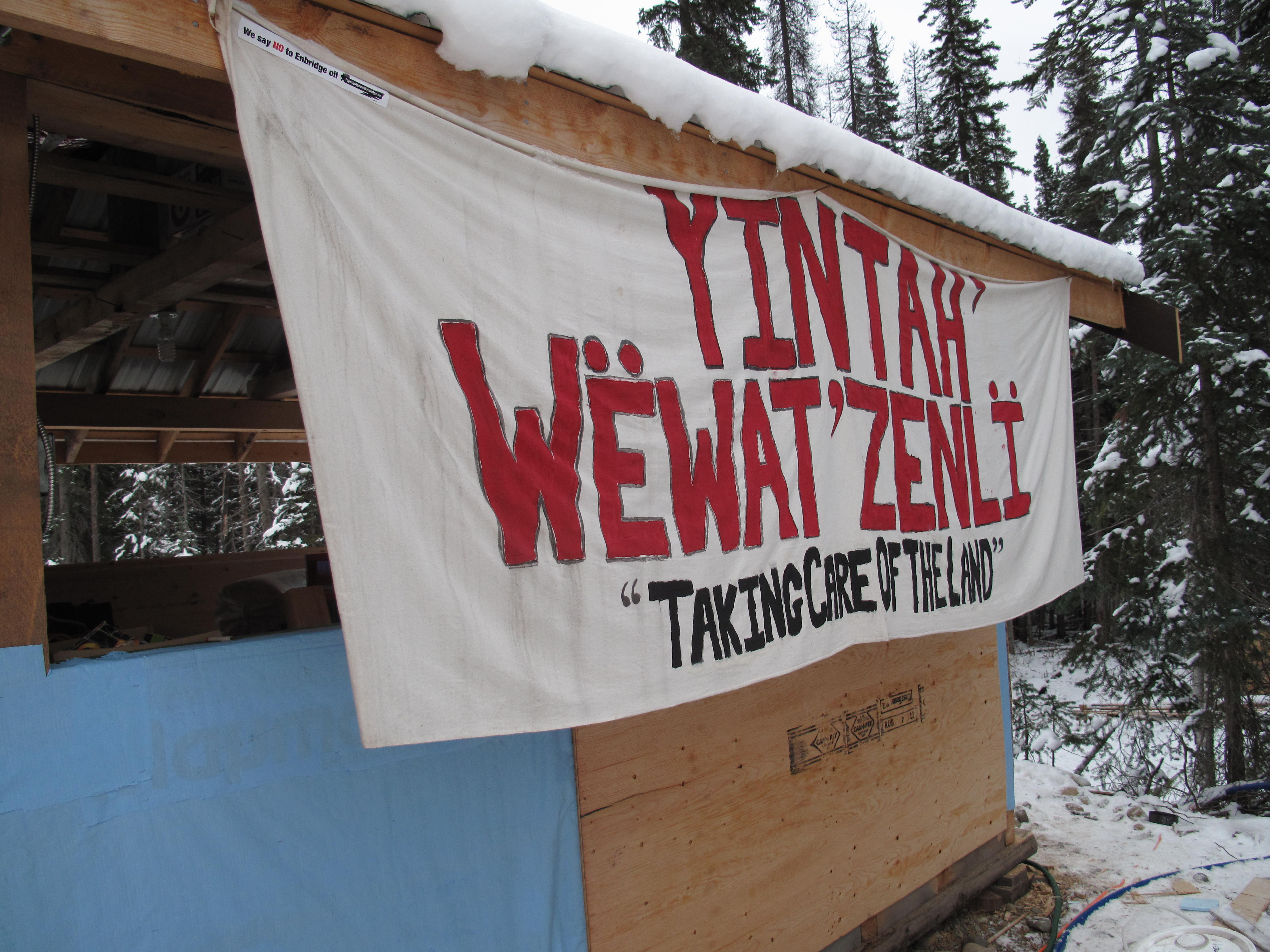
Banner do campo Unistʼotʼen em 2012

#### 2010
Começando em 2010, os chefes hereditários de Wetʼsuwetʼen e seus apoiadores montaram barricadas e postos de controle ao longo da Estrada do Serviço Florestal Morice West que dá acesso à área de construção do projeto de gasoduto que ameaçava seu território, originalmente os gasodutos Enbridge Northern Gateway e, mais tarde, também Coastal GasLink (planejamento iniciado em 2012). O maior desses acampamentos é o Unistʼotʼen Camp, diretamente no caminho do gasoduto, estabelecido em 2010 como um posto de controle e, desde então, adicionou um centro de cura.

#### 2018
Depois que a TCEnergy recebeu o sinal verde de seus parceiros em novembro, ela recorreu ao Supremo Tribunal da Colúmbia Britânica para conceder uma liminar para interromper o bloqueio de sua rota pretendida através do território de Wetʼsuwetʼen. Uma liminar temporária foi emitida em dezembro pela juíza Marguerite Church da Suprema Corte de BC para permitir o trabalho de pré-construção do CGL.

#### 2019
Em 7 de janeiro, a RCMP conduziu uma operação para fazer cumprir a liminar da TC Energy, removendo as barricadas na Estrada do Serviço Florestal Morice e prendendo 14 dos defensores da terra de Wetʼsuwetʼen. A RCMP enfrentou críticas dos manifestantes pela quantidade de força usada na operação sem derramamento de sangue, incluindo atiradores policiais. A RCMP estabeleceu uma presença contínua ao longo da estrada, estabelecendo um destacamento local denominado Gabinete Comunitário de Segurança da Indústria. O Wetʼsuwetʼen permaneceu no local ao longo da estrada, mas não fez mais esforços para interromper o trabalho de pré-construção do CGL.
Em dezembro, a TC Energy preparou-se para iniciar a construção no território de Wetʼsuwetʼen. Solicitaram uma extensão da liminar, uma vez que os defensores da terra retomaram o bloqueio de acesso depois que as obras de pré-construção foram concluídas. Essa liminar foi prorrogada pela Juíza Church do Supremo Tribunal Federal no dia 31 de dezembro. A extensão incluiu um despacho autorizando a RCMP a executar a liminar. Em sua decisão, Church declarou: "Há um interesse público em defender o estado de direito e restringir o comportamento ilegal e proteger o direito do público, incluindo o autor da ação, de acesso nas estradas da Coroa" e "os réus podem genuinamente acreditar em seus direitos sob a lei indígena para evitar que o autor da ação entre no território da Casa Negra, mas a lei não reconhece nenhum direito de bloquear e impedir o autor da ação de exercer atividades legalmente autorizadas." Em declaração pública, o chefe da Wetʼsuwetʼen rejeitou a decisão.

#### 2020
Em 1º de janeiro, após rejeitar a liminar, os chefes hereditários ordenaram o despejo do pessoal da RCMP e da Coastal GasLink do território de Wetʼsuwetʼen.
Em 30 de janeiro, a RCMP anunciou que se retiraria enquanto os chefes hereditários e a província se reuniam para discutir e tentar chegar a um acordo. Em 3 de fevereiro, o Escritório do Wetʼsuwetʼen solicitou uma revisão judicial da aprovação ambiental para o gasoduto. Todas as partes emitiram declarações em 4 de fevereiro de 2020 de que as negociações foram interrompidas.
Em 6 de fevereiro, a RCMP começou a remover os bloqueios no território de Wetʼsuwetʼen, prendendo 28 defensores terrestres em acampamentos ao longo da rota entre 6 e 9 de fevereiro. Todos foram liberados em dois dias. A RCMP também deteve vários repórteres e foram acusados de interferir na liberdade de imprensa. O Grande Chefe Stewart Phillip da União dos Chefes Indígenas da Colúmbia Britânica declarou que "estamos em total indignação e em um estado de angústia dolorosa quando testemunhamos o povo de Wetʼsuwetʼen tendo seus títulos e direitos brutalmente pisoteados e seu direito à autodeterminação negado." Durante a ação de fiscalização pelo RCMP, uma grande quantidade de equipamento avançado foi usado, incluindo equipes táticas fortemente armadas, pessoal de ligação da divisão, oficiais uniformizados regulares, unidades caninas, helicópteros, drones e veículos para neve, de acordo com a CBC News.
Em 11 de fevereiro, a RCMP anunciou que a estrada para o canteiro de obras estava desobstruída e a TC Energy anunciou que as obras seriam retomadas na segunda-feira seguinte. Depois que os chefes hereditários estabeleceram a retirada da polícia como condição para negociações com o governo, a RCMP fechou seu escritório local e mudou-se para seu destacamento em Houston em 22 de fevereiro.
Ao longo de fevereiro e março, protestos e bloqueios de solidariedade foram realizados em todo o mundo. A maioria das ações presenciais foi interrompida em meados de março devido à pandemia COVID-19, mas as manifestações de solidariedade online continuaram.
Em 5 de junho, o Serviço de Promotoria de BC emitiu uma declaração dizendo que as acusações de desacato criminal para 22 membros da nação Wetʼsuwetʼen e seus apoiadores não seriam processadas. Além disso, a Coastal GasLink emitiu uma declaração de que não iria prosseguir com as acusações de desacato civil contra os manifestantes.

### Reuniões e memorando de entendimento
Em 27 de fevereiro de 2020, as reuniões começaram entre os chefes hereditários e os governos canadense e BC, representados pela Ministra das Relações Coroa-Indígenas, Carolyn Bennett, e pelo Ministro das Relações Indígenas da Colúmbia Britânica, Scott Fraser. As reuniões foram planejadas para durar dois dias. Eles aconteceram em Smithers, British Columbia. Durante esses dois dias, a RCMP concordou em interromper todas as patrulhas na Estrada do Serviço Florestal Morice West e desligar seu destacamento móvel (CISO) na área. Além disso, a Coastal GasLink concordou em suspender as operações no território durante as negociações.  O trabalho da RCMP e do CGL foi retomado no território assim que as reuniões foram concluídas.
Em 1º de março, após três dias de reuniões, o Ministro das Relações Indígenas da Coroa canadense, o Ministro das Relações Indígenas da Colúmbia Britânica e representantes do Wetʼsuwetʼen, incluindo chefes hereditários e matriarcas, anunciaram um acordo proposto para tratar dos direitos à terra do Wetʼsuwetʼen, títulos e protocolos para abordar quaisquer projetos futuros com impacto em seu território, na forma de um memorando de entendimento (em inglês: memorandum of understanding - MOU). Detalhes específicos do acordo não foram divulgados imediatamente, porque o MOU teve que ser visto e ratificado pela nação mais ampla de Wetʼsuwetʼen. No entanto, foi deixado claro por todas as partes nas discussões que o acordo não dizia respeito ao projeto do Gasoduto Coastal GasLink.
Em 10 de março, uma declaração foi divulgada por Theresa Tait-Day, presidenta e uma das três fundadoras da Wetʼsuwetʼen Matrilineal Coalition (WMC), que perdeu o nome de subchefe Wiʼhaliʼyte em meados da década de 2010 por causa de seu apoio ao projeto do oleoduto e suspeita de conflito de interesses. Tait-Day afirmou que o acordo proposto feito em 1º de março não incluía toda a comunidade, dizendo que "o governo legitimou a reunião com os cinco chefes hereditários e deixou de fora toda a comunidade. Não podemos ser comandados por um grupo de cinco caras [sic]." De acordo com Tait-Day, "mais de 80 por cento das pessoas em nossa comunidade disseram que queriam que o LNG [First Nations LNG Alliance] continuasse."
As reuniões foram realizadas entre os clãs individuais de Wetʼsuwetʼen ao longo de março. O memorando de entendimento foi ratificado pelos participantes de uma reunião do Laksilyu (Clã Sapo Pequeno). Eles realizaram uma reunião via Zoom em 22 de abril. De acordo com os chefes hereditários, o Gilseyhu (Clã Sapo Grande) se reuniu uma vez e endossou o MOU, assim como o Laksamshu (Clã Fireweed e Coruja) e o Tsayu (Clã Castor) após duas reuniões. O Gitdumden (Clã do urso e lobo) se reuniu duas vezes, mas seu terceiro encontro (agendado para 16 de março) foi cancelado devido a uma morte na comunidade.
Uma reunião planejada de todos os clãs em 19 em março foi cancelada por uma variedade de fatores, incluindo preocupações entre os chefes hereditários sobre a disseminação do COVID-19 e a morte na comunidade (não relacionado ao COVID-19).
Em 30 de abril, os chefes hereditários fizeram uma declaração conjunta com os governos provincial e federal de que todos os cinco clãs concordaram em ratificar o MOU depois de revisá-lo e discuti-lo nas semanas anteriores. No entanto, os chefes eleitos de cinco governos da banda Wetʼsuwetʼen ( Banda indiana Nee Tahi Buhn, Nação Skin Tyee, Primeira Nação Ts'il Kaz Koh, Primeira Nação Wetʼsuwetʼen e Primeira Nação Witset) divulgaram sua própria declaração conjunta em resposta no dia seguinte, solicitando a anulação do acordo, alegando que não foram devidamente consultados. Uma declaração adicional divulgada em 11 de maio pedia mais uma vez que o acordo fosse retirado para que os governos eleitos pudessem ser consultados apropriadamente, e ainda apelando para que o Ministro Bennett renunciasse. A declaração de 11 de maio não foi assinada pela Chefe Sandra George de Witset ou Chefe Cynthia Joseph de Hagwilget.
O projeto de acordo foi finalmente distribuído aos conselhos da banda eleitos em 7 de maio, a todos os outros Wetʼsuwetʼen no dia seguinte e, finalmente, foi publicado no site Office of the Wetʼsuwetʼen em 12 de maio.
O MOU foi assinado pelos chefes hereditários, Ministro Bennett, e Ministro Fraser em 14 de maio de 2020, em uma cerimônia virtual via Zoom. O memorando não trata do projeto do Gasoduto Coastal GasLink, nem altera os direitos e o título da Wetʼsuwetʼen. O MOU declara que os governos nacional e regional reconhecem que esses direitos e títulos são mantidos sob o próprio sistema de governança do Wetʼsuwetʼen, e compromete o Canadá e a Colúmbia Britânica a um processo de três meses para elaborar um Acordo de Afirmação formal que confirme o título aborígine como legal direito. Também estabelece um cronograma de doze meses para negociação sobre jurisdição, incluindo planejamento de uso da terra, recursos, água, vida selvagem, peixes e bem-estar infantil e familiar. Além disso, reconhece que a reunificação da cisão entre a liderança hereditária e os conselhos eleitos da banda é uma parte essencial da implementação do MOU.

### Desenvolvimentos

#### Audiência da Suprema Corte de outubro de 2020 na Colúmbia Britânica
Em 1 ° de outubro de 2020, um Escritório do Wet'suwet'en iniciou uma audiência na Suprema Corte da Colúmbia Britânica. O Escritório do Wet'suwet'en solicitou que o Tribunal rejeitasse a decisão da província de prorrogar o certificado ambiental do CGL por cinco anos. Os advogados do Escritório de Wet'suwet'en alegaram que o Escritório de Avaliação Ambiental (EAO) não contabilizou de forma significativa o relatório final sobre Mulheres e meninas indígenas desaparecidas e assassinadas (MMIWG), publicado em junho de 2019, bem como a longa história da empresa de gasoduto de não conformidade com as próprias condições e padrões do EAO. A posição do EAO era de que não havia base para a revisão judicial de sua decisão.

#### Bloqueio 2021 em Wedzin Kwa
Dado que o MOU não tocou na questão do gasoduto Coastal GasLink, e que a construção continuou, a oposição do Ponto de Acesso Gidimtʼen e dos grupos Unistʼotʼen continuou durante a pandemia. Em 25 de setembro de 2021, a casa Cas Yikh e os membros do clã Gidimtʼen ergueram novos bloqueios na Estrada do Serviço Florestal Morice West para bloquear as tentativas do CGL de perfurar sob o rio Morice (conhecido como Wedzin Kwa em Babine-Witsuwetʼen). Sleydoʼ (Molly Wickham), um dos líderes do Ponto de Acesso Gidimtʼen, afirmou que o trabalho perto do rio atrapalharia a subsistência de seu povo, bem como a população de salmão. Ela convocou seus apoiadores a aderirem aos novos bloqueios. Um comunicado à imprensa do Ponto de Acesso Gidimtʼen chamou o Wedzin Kwa de "cabeceiras sagradas que nutrem o Wetʼsuwetʼen Yintah [território] e todos aqueles dentro de sua área de captação". Costeira GasLink presidente Tracy Robinson emitiu uma declaração sobre a perfuração, dizendo que "a compensação está concluída, e as nossas tripulações irá utilizar um micro-túnel, método que é um tipo de vala cruzamento que é construída bem abaixo do leito do rio e não perturba o fluxo ou o leito e margens do rio". Robinson afirmou que o microtúnel foi considerado o método mais seguro e ambientalmente responsável após consultar especialistas, regulamentações e práticas recomendadas. Ela também observou que ainda havia um mandado de segurança para impedir qualquer oposição ao CGL realizar seu trabalho. Nos dias que se seguiram ao início dos novos bloqueios, a RCMP agiu para remover dois deles, prendendo no processo pelo menos um indivíduo.

### Protestos de solidariedade
Os protestos em 20 de janeiro de 2020 interromperam o serviço de balsa da Colúmbia Britânica que saía de Swartz Bay, que é a principal ligação de balsa de Victoria para o continente BC. Mais tarde, as balsas de BC obtiveram uma liminar preventiva para evitar que as manifestações futuras bloqueassem o serviço de balsas Vancouver – Victoria.

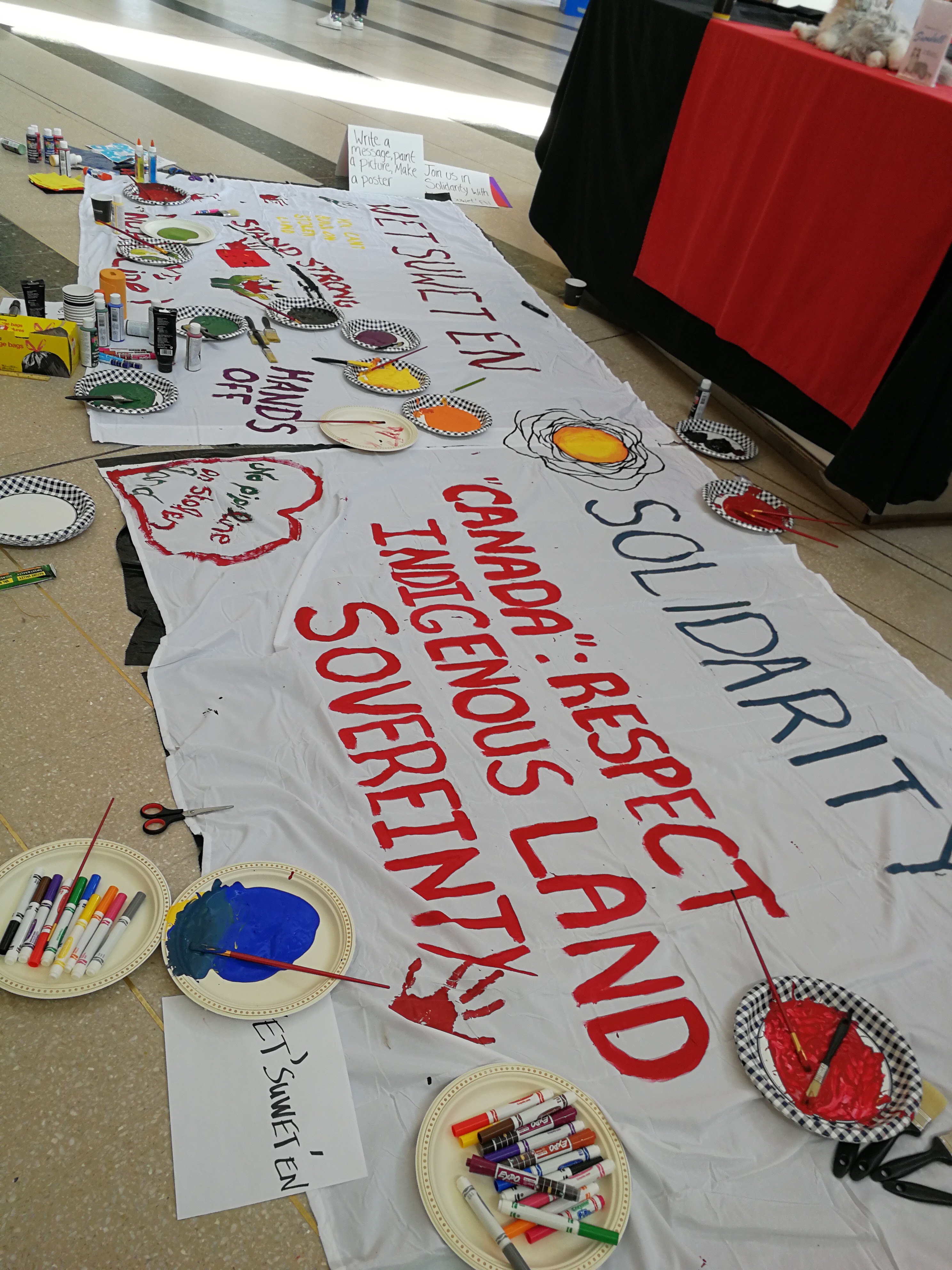
Evento em solidariedade aos Wetʼsuwetʼen na Universidade de Nova York

Assim que a RCMP começou a derrubar os bloqueios de Wetʼsuwetʼen, protestos surgiram em todo o Canadá em solidariedade aos chefes hereditários e defensores da terra. Em 11 de fevereiro, manifestantes cercaram o Legislativo de BC em Victoria, impedindo as cerimônias tradicionais em torno da leitura do Discurso do Trono pelo Vice-Governador. Os membros do Legislativo precisaram de assistência policial para entrar ou usar entradas alternativas. Outros protestos ocorreram em Hamilton, Nelson, Calgary, Regina, Winnipeg, Toronto, Ottawa, Sherbrooke, e Halifax.
Vários protestos importantes bloquearam o acesso ao Porto de Vancouver, Deltaport e dois outros portos no Metro Vancouver por vários dias antes que a polícia do Metro Vancouver começasse a aplicar uma liminar na manhã de 10 de fevereiro de 2020, prendendo 47 manifestantes que se recusaram a parar obstruindo a porta.
Os protestos em 15 de fevereiro com mais de 200 pessoas em Toronto bloquearam o Macmillan Yard, o segundo maior pátio de classificação ferroviária do Canadá. Em 16 e 17 de fevereiro, bloquearam temporariamente a ponte Rainbow Bridge em Niagara Falls, Ontário e a Thousand Islands Bridge em Ivy Lea, Ontário, dois importantes cruzamentos de fronteira entre os Estados Unidos e o Canadá. Ao mesmo tempo, os manifestantes Miꞌkmaq bloquearam parcialmente o acesso à Ponte da Confederação, a única ligação rodoviária à Ilha do Príncipe Eduardo. Em 18 de fevereiro, vários ativistas foram presos por invasão da residência do primeiro-ministro Horgan, BC. Em 24 de fevereiro de 2020, indivíduos fecharam um grande entroncamento em Hamilton, ON.
Uma greve de estudantes em todo o país ocorreu em 4 de março, com estudantes universitários de todo o país mostrando seu apoio aos manifestantes de Wetʼsuwetʼen.
Os protestos levaram à criação de várias hashtags, amplamente utilizadas nas redes sociais para a cobertura dos protestos. Isso inclui #ShutDownCanada, #WetsuwetenStrong, #LandBack, e #AllEyesOnWetsuweten.
Em 21 de setembro, mais de 200 usuários do Facebook foram impedidos de postar ou enviar mensagens no site. Todas as contas bloqueadas compartilharam informações sobre um comício online realizado em 7 de maio em apoio à luta em curso contra a construção do gasoduto CGL. Quando questionado pelos organizadores por que as contas foram suspensas, um porta-voz do Facebook disse: "nossos sistemas removeram por engano essas contas e conteúdo. Desde então, eles foram restaurados e eliminamos todos os limites impostos aos perfis identificados."

### Sabotagens ferroviárias
Outros povos das Primeiras Nações, ativistas e apoiadores dos chefes hereditários de Wetʼsuwetʼen focaram nas ferrovias em suas demonstrações de solidariedade. Perto de Belleville, Ontário, membros dos Mohawks da Primeira Nação da Baía de Quinte começaram um bloqueio da linha ferroviária canadense National Railway ao norte de Tyendinaga Mohawk Territory em 6 de fevereiro de 2020, fazendo com que a Via Rail cancelasse trens em Toronto - Rotas Montreal e Toronto-Ottawa. A linha é crítica para a rede CNR no leste do Canadá, já que o CNR não tem outras linhas ferroviárias leste-oeste através do leste de Ontário. No entanto, a fim de mitigar uma grande perturbação econômica, o CNR negociou um acordo de "solução alternativa" com a Canadian Pacific Railway (CPR) para compartilhar trilhos a fim de evitar os manifestantes Mohawk.

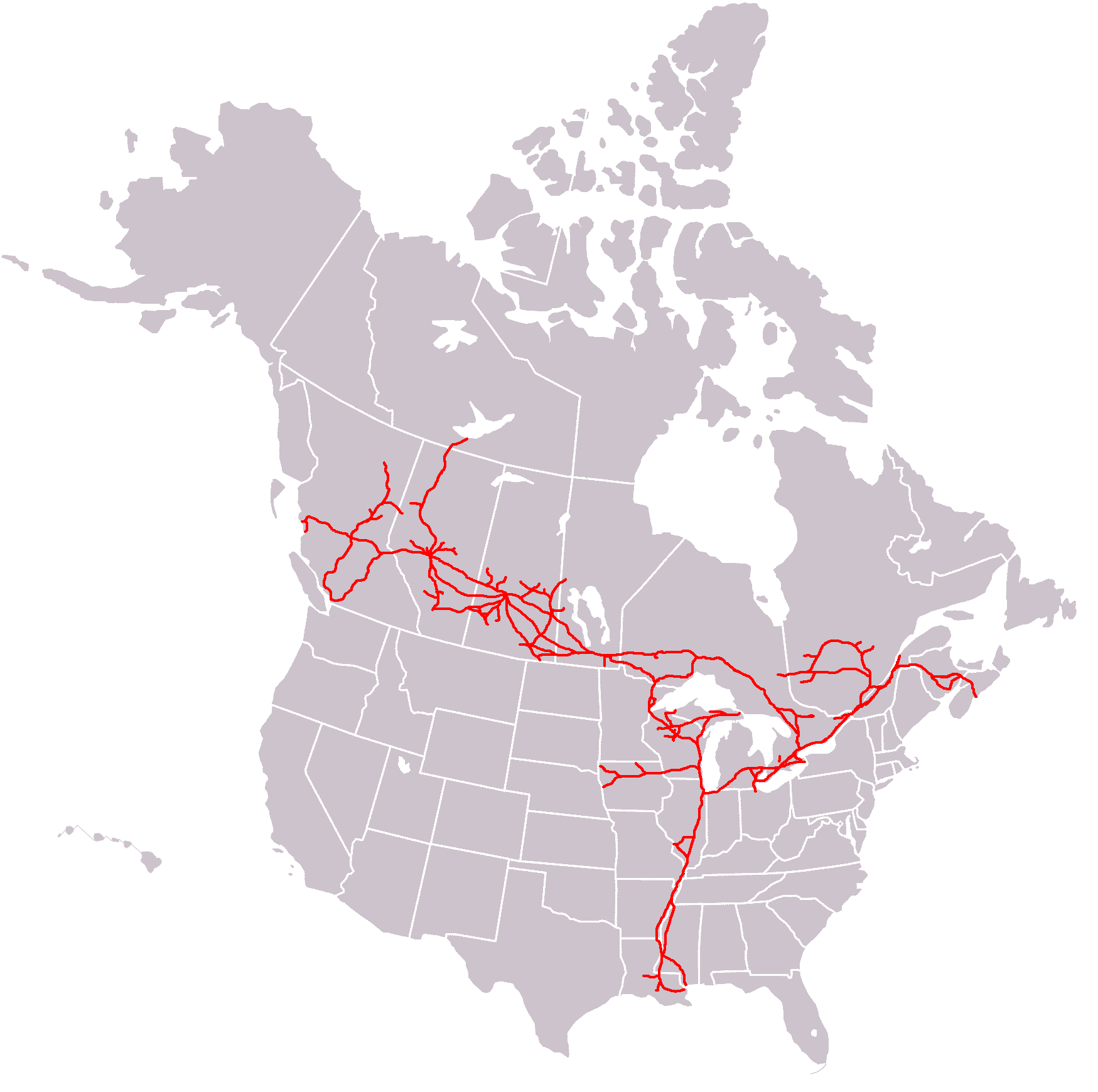
Mapa do sistema ferroviário canadense. A maior parte das linhas ao leste de Toronto foram paralisadas pelos bloqueios em 13 de Fevereiro

Outros protestos bloqueando as linhas ferroviárias interromperam o serviço nas linhas Prince Rupert e Prince George da Via Rail, que funcionavam nos trilhos do CNR. Os protestos na linha CNR a oeste de Winnipeg bloquearam adicionalmente a Canadian, a rota ferroviária de passageiros operada pela VIA Rail de Vancouver a Toronto.  Os protestos interromperam vários serviços ferroviários da GO Transit em Toronto, Hamilton e a linha Candiac da Exo em Montreal. As linhas ferroviárias da CPR também foram interrompidas no centro de Toronto e ao sul de Montreal.  A ferrovia de carga Société du Chemin de fer de la Gaspésie (SCFG) entre Gaspé e Matapedia foi bloqueada em 10 de fevereiro por membros da Primeira Nação Listuguj Miꞌgmaq.
A partir de 6 de fevereiro, a Via Rail anunciou o cancelamento diário de trens de passageiros. Os trens nas rotas Toronto-Ottawa e Toronto-Montreal foram cancelados primeiro. O serviço do príncipe George-Prince Rupert foi suspenso em 11 de fevereiro. O tráfego ferroviário de carga da Canadian National Railway (CNR) também foi interrompido ao longo dessas linhas. Outras rotas canadenses também foram interrompidas de forma intermitente.
Em 13 de fevereiro, o CNR fechou suas linhas ferroviárias a leste de Toronto.  No mesmo dia, a Via Rail, que aluga essas linhas para seu serviço de passageiros, anunciou que encerraria toda a sua rede, com exceção da linha de trem Sudbury – White River e do trem Winnipeg – Churchill entre Churchill e The Pas, até aviso prévio.
O serviço internacional da Amtrak de Nova York para Toronto e Montreal não foi afetado. O serviço ferroviário Amtrak entre Seattle e Vancouver nas linhas da BNSF Railway Company estava intermitentemente bloqueado; A operação de ônibus da Amtrak na mesma rota não foi afetada.
O CNR emitiu várias injunções contra os manifestantes, incluindo várias injunções separadas contra os manifestantes Mohawk perto de Belleville. A Polícia Provincial de Ontário decidiu não agir imediatamente sobre as liminares.

### Impacto
Os bloqueios levaram ao desligamento da rede do leste do Canadá da CNR, causando a paralisação completa do tráfego de carga de Halifax oeste a Toronto.  Em 19 de fevereiro, os fabricantes e exportadores canadenses estimaram que 425 milhões de dólares canadenses em mercadorias ficaram presos a cada dia da paralisação. Um executivo do Conselho Empresarial do Canadá chamou a paralisação de "potencialmente uma catástrofe para a economia" e disse que a ferrovia "é a espinha dorsal da infraestrutura neste país".
Devido a uma temporada de cultivo ruim que resultou em uma colheita excepcionalmente tardia pouco antes do Natal, os embarques canadenses de trigo e cevada já estavam em atraso e foram afetados ainda mais pelos bloqueios ferroviários. Suprimentos agrícolas na primavera, como fertilizantes, também foram atrasados pela paralisação da ferrovia. Os produtores de grãos canadenses já haviam defendido que o transporte ferroviário fosse declarado um serviço essencial. A presidente da Federação Canadense de Agricultura, Mary Robinson, alertou sobre "enormes consequências financeiras", já que os agricultores não são pagos até que os produtos sejam entregues ao mercado.

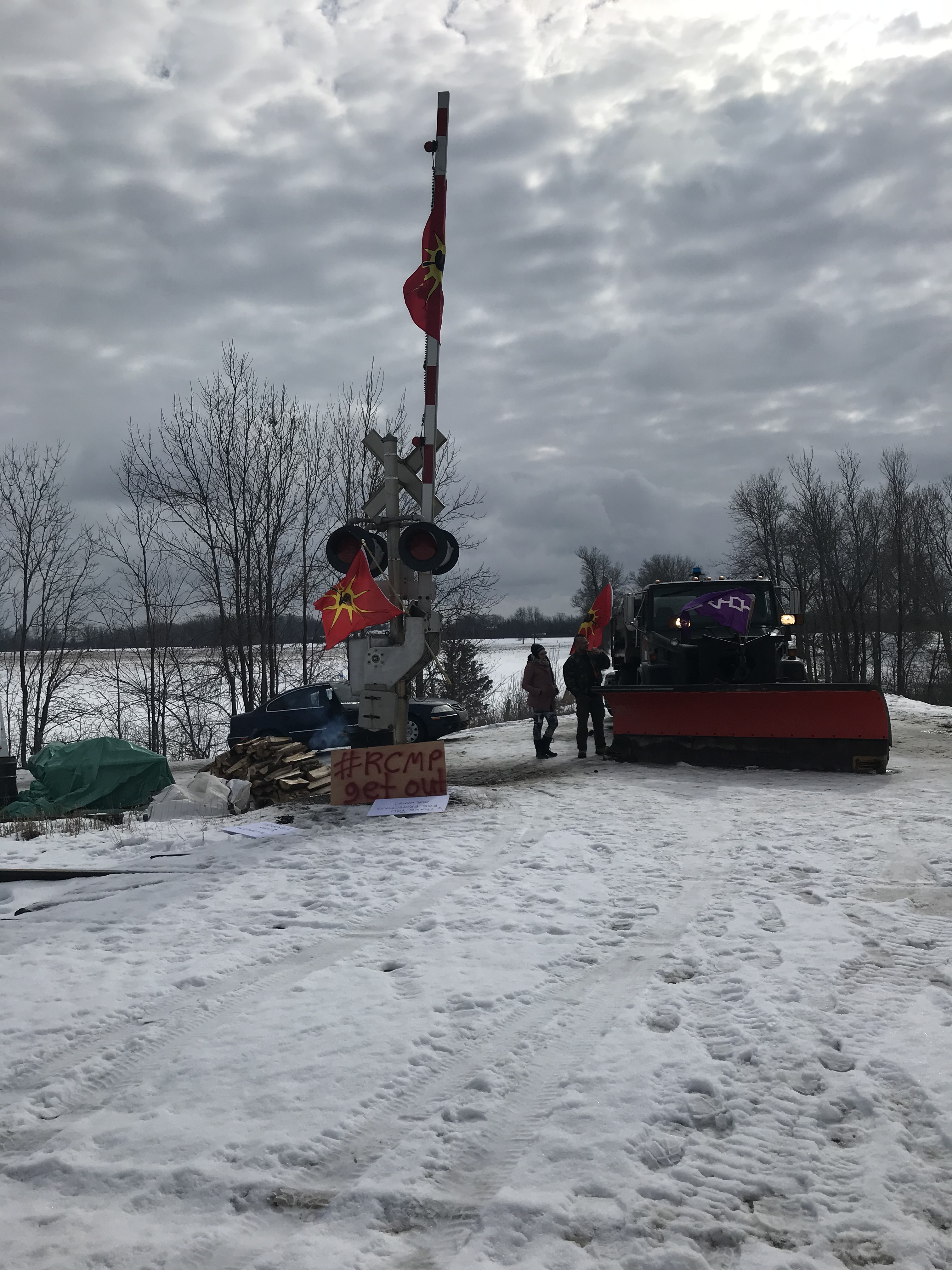
Indigenas Mohawk paralisam ferrovia

Dennis Darby, presidente e CEO da Associação Canadense de Fabricantes e Exportadores, afirma que os fabricantes canadenses contam com 4.500 vagões por dia, que representam tanto a cadeia de suprimentos quanto a entrega de produtos acabados. Muitos desses produtos são muito grandes ou volumosos para serem enviados por outros meios. O valor total dessas entregas chega a 200 bilhões de dolares canadenses anuais. O grupo comercial de produtos químicos Responsible Distribution Canada alertou sobre a escassez de cloro para purificar a água potável. As cadeias de abastecimento de cloro, combustível para aviação e fluido de descongelamento dependem do transporte ferroviário: "Você não pode colocá-lo em um caminhão e despachá-lo no 401", disse um executivo da Associação da Indústria Química do Canadá. A mineração, que respondeu por 20% das exportações do Canadá em 2018, também movimenta "a maior parte" de sua produção por ferrovia. Em 21 de fevereiro, quatro mil contêineres supostamente estavam nas docas de Montreal à espera de transporte e nenhum grão havia chegado para embarque no porto. Em Halifax, a Atlantic Container Line foi desviada para Nova York e Baltimore. Em Vancouver, as mercadorias esperando para serem enviadas para o leste levaram a um acúmulo de 50 navios esperando para serem descarregados.
Esperava-se que a interrupção dos embarques ferroviários de propano levasse à escassez e ao racionamento, durante uma época em que muitas comunidades estavam passando por um clima extremamente frio No Canadá Atlântico, no final da linha de fornecimento de propano, as reservas caíram para cinco dias em 14 de fevereiro. Superior Propane, o maior fornecedor do Canadá, racionou a distribuição no Canadá Atlântico.
O SCFG demitiu cinco de seus 30 funcionários em 14 de fevereiro. Em 18 de fevereiro, o CNR dispensou 450 funcionários por motivos relacionados às interrupções no gasoduto; a empresa declarou que até 6.000 de seus 24.000 funcionários poderiam ser demitidos. Em 19 de fevereiro, a Via Rail anunciou demissões temporárias de até 1.000 pessoas devido aos bloqueios. Na primeira semana de março, a maioria dos funcionários dispensados da Via Rail e todos os funcionários da CNR afetados foram chamados de volta.
Em 13 de março, o oficial de orçamento parlamentar Yves Giroux divulgou um relatório que os protestos deixariam "uma marca mínima no ritmo de crescimento econômico", estimando que os bloqueios reduziriam o crescimento econômico canadense em 0,2% no primeiro trimestre de 2020. Para o ano todo, a expectativa era de queda do PIB em 275 milhões de dólares canadenses , cerca de 0,01% do PIB total, que Giroux chamou de "um blip", apesar dos avisos das empresas sobre a escassez, referido pelo PBO como "exagerado". O PBO disse que a pandemia COVID-19 provavelmente teria um impacto maior na economia.